# Salute
Salute —en català: Salutació— és el segon àlbum del grup femení britànic Little Mix. Es va llançar el 8 de novembre de 2013 a Irlanda i l'11 de novembre de 2013 en el Regne Unit. El grup va començar a treballar en l'àlbum al juny de 2013 i va acabar al setembre de 2013. Durant tot el procés d'enregistrament, Little Mix va treballar amb diversos productors, entre ells TMS, Future Cut, Fred Ball, Duvall, Jimmy Jam i Terry Lewis. L'àlbum va ser en gran part escrit per Little Mix. Musicalment, conserva el so pop del seu àlbum debut, mentre que aprofundeix un so R&B més madur. Per a la seva promoció, el grup es va embarcar en una gira el 2014, The Salute Tour.

## Antecedents i llançament

### Desenvolupament
Little Mix va dir en una entrevista amb Digital Spy que ja treballaven en el seu segon àlbum d'estudi, Jesy Nelson cito «aquest àlbum serà més R&B i madur». El 23 de setembre van anunciar que el seu primer single seria «Move» i el 5 d'octubre van donar a conèixer el nom de l'Àlbum i la llista de cançons. L'àlbum va comptar amb les contribucions de Future Cut, TMS i Nicola Roberts, així com els productors dels Estats Units Jam i Lewis. Perrie Edwards va dir sobre el nou àlbum «Aquest àlbum és més sobre empènyer-nos a nosaltres mateixes com a vocalistes. Nosaltres no descansarem fins que sigui perfecte. El principal que volem transmetre és que som veritables artistes. Nosaltres no solament ens erms aquí i ens donen les cançons». El 15 d'octubre Little Mix revelà a través del seu compte oficial de Twitter la portada oficial de Salute. Leigh-Anne Pinnock va dir sobre Salute «Amb DNA no sabíem el que la gent pensaria i no ens havíem establert encara, així que es tractava de treure l'àlbum i divertir-nos amb ell. Ara és com això podria fer-nos un èxit o fer-nos fallida». El 7 de novembre Little Mix va realitzar un livestream, on es van mostrar per primera vegada totes les cançons de l'àlbum.

### Llançament
Tant l'edició estàndard com l'edició deluxe van ser llançades entre el 8 i el 25 de novembre, en la major part d'Europa, Oceania, Àsia i Amèrica Llatina a través de la tenda digital itunes. Als Estats Units i el Canadà es va llançar el 4 de febrer de 2014.

## Contingut musical
Totes les xiques van co-escriure les cançons de Salute menys els temes «Mr. Loverboy», «Boy» i «See Me Now» que va ser escrita per Nicola Roberts de Girls Aloud, Nicola també va co-escriure junt a les xiques «They Just Don't Know You».

## Recepció

### Comentaris de la crítica
Després del seu llançament, Salute va rebre crítiques positives dels crítics musicals. Lewis Corner de DigitalSpy va donar a l'àlbum cinc estels, observant una millora sobre DNA, indicant que «el grup ha crescut tant en el musical com en la confiança, aplanant el camí perquè facin un pas cap a fora en l'escena mundial una vegada més i realment deixar la seva petjada», mentre que les comparava amb Destiny's Child.
Jon O'Brien de Yahoo! es va unir als elogis afirmant que «Salute ha cimentat l'estat de Little Mix com l'actual grup femení més important de la música», mentre que va caracteritzar l'àlbum com a «impressionant, madur i així i tot totalment contagiós». Harriet Gibsone comparo l'àlbum com un de música pop de la dècada dels 90 i ho va qualificar amb quatre estels de cinc. La revista New Fresh va lloar l'àlbum per les harmonies vocals i per la lletra; també van elogiar la producció d'aquest àlbum, ja que segons ells sona «més fort i més poliment». MSN li va donar a l'àlbum cinc estels de cinc i va recomanar les cançons «Salute», «Move», «Boy» i «Good Enough».

## Promoció

### Senzills

#### Move
«Move» és una cançó de gènere R&B amb influències de Pop composta per Little Mix, Nathan Duvall i Maegan Cottone, qui va ajudar també a escriure les cançons «Salute» i «Competition». La seua producció va quedar a càrrec de Duvall. La banda la descriu como una cosa que «Pot ser un èxit com també un fracàs».
| « | «Me encanta la estructura de la canción, es tan diferente que significa que tienes que escuchar un par de veces para conseguir tener tu cabeza alrededor de ella, no creo que seriamos nosotras si no tomamos riesgos, cuando hicimos «Wings» no había nada que se le parezca en el momento, era algo un poco diferente y eso es lo que nos gusta hacer» | » |

A l'abril Little Mix va anunciar que ja treballava en el seu segon àlbum d'estudi, sis mesos després, el 19 de setembre 2013, van fer l'anunci que el primer senzill del seu segon àlbum d'estudi es titularia «Move», l'anunci va ser fet durant un livestream realitzat pel quartet, Van anunciar a més que «Move» sortiria oficialment el 3 de novembre. El senzill va sonar per primera vegada en BBC Radio 1 Breakfast Xou el 23 de setembre.Move va rebre molts elogis dels crítics musicals, Daily Record va donar a la cançó cinc estels de cinc esmentant que «Conté inspiració del pop dels 90, així com R&B, ple d'actitud i barreja harmonies, per la qual cosa aquesta cançó és un èxit segur».Robert Copsey de Digital Spy va donar a la pista quatre estels de cinc, i la va descriure com una combinació del pop actual, l'estil propi de Little Mix i també pop dels 90. Amy Sciarretto de PopCrush va donar a la cançó quatre estels de cinc i va agregar que és «Animosa i divertida». Jamie Clarke de Sota Sota Gai crido a la cançó «Brillant» i va escriure «Les noies tenen fortes veus, suficients com per cantar R&B de manera convincent» Jon O'Brien de Yahoo! Regne Unit i Irlanda va escriure en el seu ressenya de l'àlbum que «Els cops de llengua, traqueteo i harmonies addictives de Move ja han assenyalat que el grup ha millorat el seu joc considerablement».

#### Little Me
«Little Me» és una cançó del gènere pop. El quartet la va compondre juntament amb TMS i Iain James. Va ser anunciada com a segon senzill el 21 de novembre de 2013, a través del compte de YouTube de la banda. La cançó va sortir a la venda el 30 de desembre a través d'un EP que conté els seus remixes i la presentació en The Xtra Factor.
Robert Copsey de Digital Spy va donar quatre estels de cinc comentant que la cançó és «fàcil i edificant». Melissa Redman felicito les «veus excepcionals» de la cançó, les «harmonies perfectes» i «lletres madures». El vídeo musical es va estrenar en YouTube el 18 de desembre. En una entrevista amb FrontRowLiveEnt Jesy Nelson va dir «Mai hem fet un vídeo així abans, açò és molt sincer i significatiu, és molt sincer»

### Presentacions
Van cantar «Move» per primera vegada en directe el 9 d'octubre en Big Gig 2013 per a l'organització Girlguiding en l'estadi Wembley. El 20 d'octubre Little Mix va viatjar a Austràlia, on van interpretar el single juntament amb «Wings», «DNA» i «Change Your Life» en una signatura d'autògrafs. També la van cantar el 21 d'octubre en la versió Australiana de The X Factor i al programa matinal Sunrise, juntament amb «Change Your Life».Little Mix va interpretar «Move» i «Little Me» en The X Factor UK el diumenge 3 de novembre. El febrer de 2014 amb la sortida de l'àlbum als Estats Units, es van presentar al programa Good Morning America i el xou de Wendy Williams.

## Llista de cançons
- Edició Estàndard

| Núm. | Títol                    | Composició                                                        | Durada |
| ---- | ------------------------ | ----------------------------------------------------------------- | ------ |
| 1.   | «Salute»                 | Little Mix, Tom Barnes, Peter Kelleher, Ben Kohn, Maegan Cottone  | 3:56   |
| 2.   | «Move»                   | Little Mix, Cottone, Nathan Duvall                                | 3:47   |
| 3.   | «Little Me»              | Little Mix, Barnes, Kelleher, Kohn                                | 3:55   |
| 4.   | «Nothing Feels Like You» | Little Mix, Uzoechi Emenike, Camille Purcell                      | 3:27   |
| 5.   | «Towers»                 | Jamie Scott, Edvard Førre Erfjord, Little Nikki, Henrik Michelsen | 3:58   |
| 6.   | «Competition»            | Little Mix, Barnes, Kelleher, Kohn, Cottone                       | 3:27   |
| 7.   | «These Four Walls»       | Little Mix, Richard Stannard, Ash Howes, Bradford Ellis           | 3:28   |
| 8.   | «About The Boy»          | Little Mix, Barnes, Kelleher, Kohn                                | 3:44   |
| 9.   | «Boy»                    | Purcell, George Tizzard, Rick Parkhouse                           | 2:54   |
| 10.  | «Good Enough»            | Little Mix, Barnes, Kelleher, Kohn                                | 3:52   |
| 11.  | «Mr Loverboy»            | Ryan Williamson, Jordan Dollar                                    | 3:14   |
| 12.  | «A Different Beat»       | Little Mix, Barnes, Kelleher, Kohn, Ayak Thiik                    | 3:27   |

- Edició Deluxe

| 13. | «See Me Now»               | Fred Ball, Nicola Roberts, Iain James                    | 3:43 |
| 14. | «They Just Don't Know You» | Little Mix, Roberts, James                               | 3:55 |
| 15. | «Stand Down»               | Little Mix, Shaznay Lewis, Darren Lewis, Iyiola Babalola | 3:39 |
| 16. | «Little Me (Unplugged)»    | Little Mix, Barnes, Kelleher, Kohn                       | 3:56 |

## Posicionament en llistes

### Setmanals
| País          | Llista                                    | Millor posició |
| 2013          | 2013                                      | 2013           |
| ------------- | ----------------------------------------- | -------------- |
| Austràlia     | Australian Albums (ÀRIA)                  | 4              |
| Argentina     | Argentina Albums (CAPIF)                  | 9              |
| Bèlgica       | Belgian Albums(Ultratop Flanders)         | 56             |
| Bèlgica       | Belgian Albums (Ultratop Wallonia)        | 80             |
| Croàcia       | Croatian Foreign Albums (IFPI)            | 20             |
| Dinamarca     | Danish Albums (Hitlisten)                 | 25             |
| Països Baixos | Dutch Albums (MegaCharts)                 | 49             |
| Finlàndia     | Finnish Albums (llista Suomen virallinen) | 50             |
| França        | French Albums (SNEP)                      | 32             |
| Alemanya      | German Albums (Intervé Control)           | 90             |
| Irlanda       | Irish Albums (IRMA)                       | 7              |
| Itàlia        | Italian Albums (FIMI)                     | 21             |
| Japó          | Japanese Albums (Oricon)                  | 1              |
| Nova Zelanda  | New Zealand Albums (Recorded Music NZ)    | 11             |
| Noruega       | Norwegian Albums (llista VG)              | 19             |
| Escòcia       | Scottish Albums (OCC)                     | 5              |
| Espanya       | Spanish Albums (PROMUSICAE)               | 17             |
| Suïssa        | Swiss Albums (Schweizer Hitparade)        | 53             |
| Regne Unit    | UK Albums (OCC)                           | 4              |
| Regne Unit    | UK Digital Chart (OCC)                    | 2              |
| 2014          |                                           |                |
| Canadà        | Canadian Albums (Billboard)               | 7              |
| Estats Units  | Billboard 200 (Billboard)                 | 6              |
| Estats Units  | Digital Albums (Billboard)                | 5              |

### Mensuals
| País (Llista 2013)   | Millor posició |
| -------------------- | -------------- |
| Argentina (novembre) | 9              |

## Certificacions
| País       | Certificació | Vendes  |
| ---------- | ------------ | ------- |
| Regne Unit | Platí        | 550,000 |

## Llançament
| País         | Dia                    | Format                 | Discogràfica         |
| ------------ | ---------------------- | ---------------------- | -------------------- |
| Irlanda      | 8 de novembre de 2013  | CD, descàrrega digital | Syco Music           |
| Regne Unit   | 11 de novembre de 2013 | CD, descàrrega digital | Syco Music           |
| Austràlia    | 15 de novembre de 2013 | CD, descàrrega digital | Sony Music Austràlia |
| Nova Zelanda | 15 de novembre de 2013 | CD, descàrrega digital | Syco Music           |
| Estats Units | 4 de febrer de 2014    | CD, descàrrega digital | Columbia Records     |